# S-125 Newa
Das S-125 Newa (russisch С-125 Нева, NATO-Codename: SA-3 GOA) ist ein radargeleitetes Flugabwehrraketensystem mit einer zweistufigen Rakete, das in der Sowjetunion vom Konstruktionsbüro Issajew entwickelt wurde und ab 1961 bei den Streitkräften des Warschauer Pakts im Einsatz war.

## Entwicklung und Taktik
Die S-125 wurde als ergänzendes System zu den Flugabwehrsystemen S-75 (NATO-Codename: SA-2 Guideline) und S-200 (SA-5 Gammon) entwickelt. Dabei wurden die Überwachungsradars P-15 (Flat Face) und PRW-11 (Side Net) dieser Systeme größtenteils unverändert übernommen. Hinzu kam neu das Feuerleitradar SNR-125 (Low Blow) für die S-125. Westliche Nachrichtendienste erfuhren von dem System Anfang 1959, durch einen Überflug einer U-2 über das Raketentestgeländes Kapustin Jar. Zu diesem Zeitpunkt wurden abschließende Tests mit den weitgehend fertigen Lenkwaffen durchgeführt. Die ersten S-125-Batterien wurden im Zeitraum von 1961 bis 1964 rund um Moskau in Stellung gebracht.
Die sowjetische Militärführung begann die S-125 bald mit den Langstreckenraketen des Typs S-200 in Brigaden zusammenzufassen. Eine solche gemischte Brigade bestand aus drei Fla-Raketenabteilungen mit sechs S-200-Startern und zwei bis drei S-125-Abteilungen mit je vier Startern. Bei der Verteidigung besonderer Ziele wurden die Systeme auch mit dem S-75-System kombiniert, alle zusammengefasst unter einem gemeinsamen Leitsystem.

## Technik
Das gesamte System ist auf Lkw und Anhängern montiert, was einen schnellen Standortwechsel möglich macht. Auf jedem Lkw-TEL befinden sich normalerweise zwei Lenkwaffen, auf fest installierten Startern meistens bis zu vier Stück. Folgende Fahrzeuge werden für den Betrieb einer S-125-Batterie benötigt: eine Raketenleitstation, eine Stromversorgungseinheit und eine Kabine für die Bedienungsmannschaft.

### Radargeräte
Mit dem Radarkomplex können zwei Raketen gleichzeitig gelenkt werden. Der Salvenschuss ist Standard bei diesem Waffensystem. Es wird immer in Doppelsalven (Reihe 2) geschossen, außer bei Flugkörpermangel. Für den Fall starker elektronischer Störungen kann die Zielerfassung auch mittels einer Videokamera erfolgen, die auch bei Nacht einsetzbar ist. Dies ist auch in vielen Fällen nötig, da das S-125 gegenüber modernen Störmaßnahmen kaum adäquate ECCM-Kapazitäten besitzt.
| Radargerät            | P-15 Flat Face              | PRW-11 Side Net | Low Blow                                                       |
| --------------------- | --------------------------- | --------------- | -------------------------------------------------------------- |

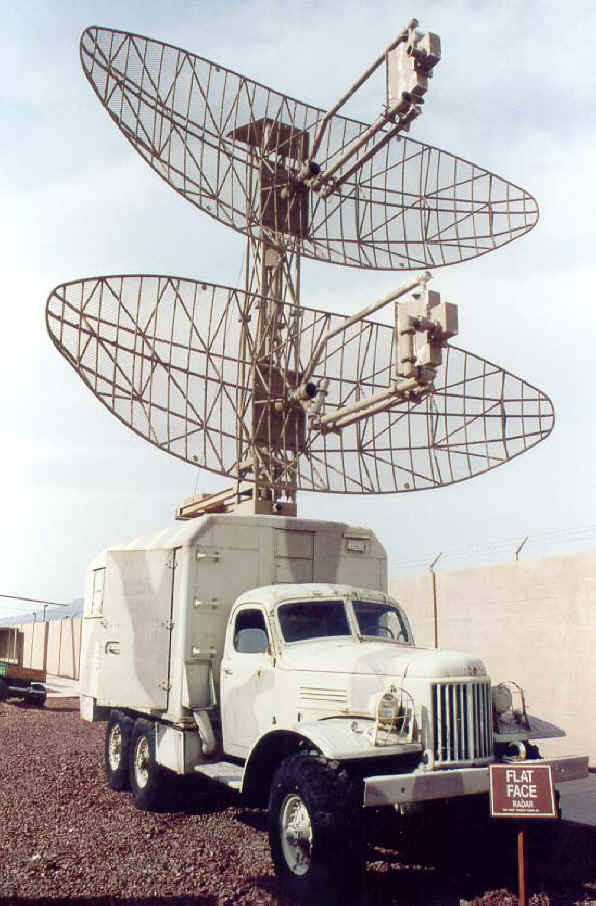
Das P-15-Flat-Face-Radargerät auf einem ZIL-157-Lastwagen

| Zweck                 | Überwachung / Zielerfassung | Höhenfinder     | Zielverfolgung / Feuerleitung / Lenkung                        |
| Frequenzbereich       | 0,83 GHz                    | 2–3 GHz         | - Zielverfolgung / Feuerleitung: 8–10 GHz - Lenkung: 1–2 GHz   |
| Max. Reichweite       | 200 km                      | 180 km          | - Zielverfolgung: 85 km - Feuerleitung: 40 km - Lenkung: 29 km |
| Impulsleistung        | 300 kW                      | k. A.           | 250 kW                                                         |
| Sendezeit             | 1,5 µs                      | k. A.           | 0,25–5 µs                                                      |
| Pulswiederholfrequenz | 500–660 Hz                  | k. A.           | - Zielverfolgung: 3560–3585 Hz - Feuerleitung: 1750–3500 Hz    |
| Entfernungsauflösung  | 300 m                       | k. A.           | k. A.                                                          |
| Winkelauflösung       | 8°                          | k. A.           | k. A.                                                          |

## Marineversion

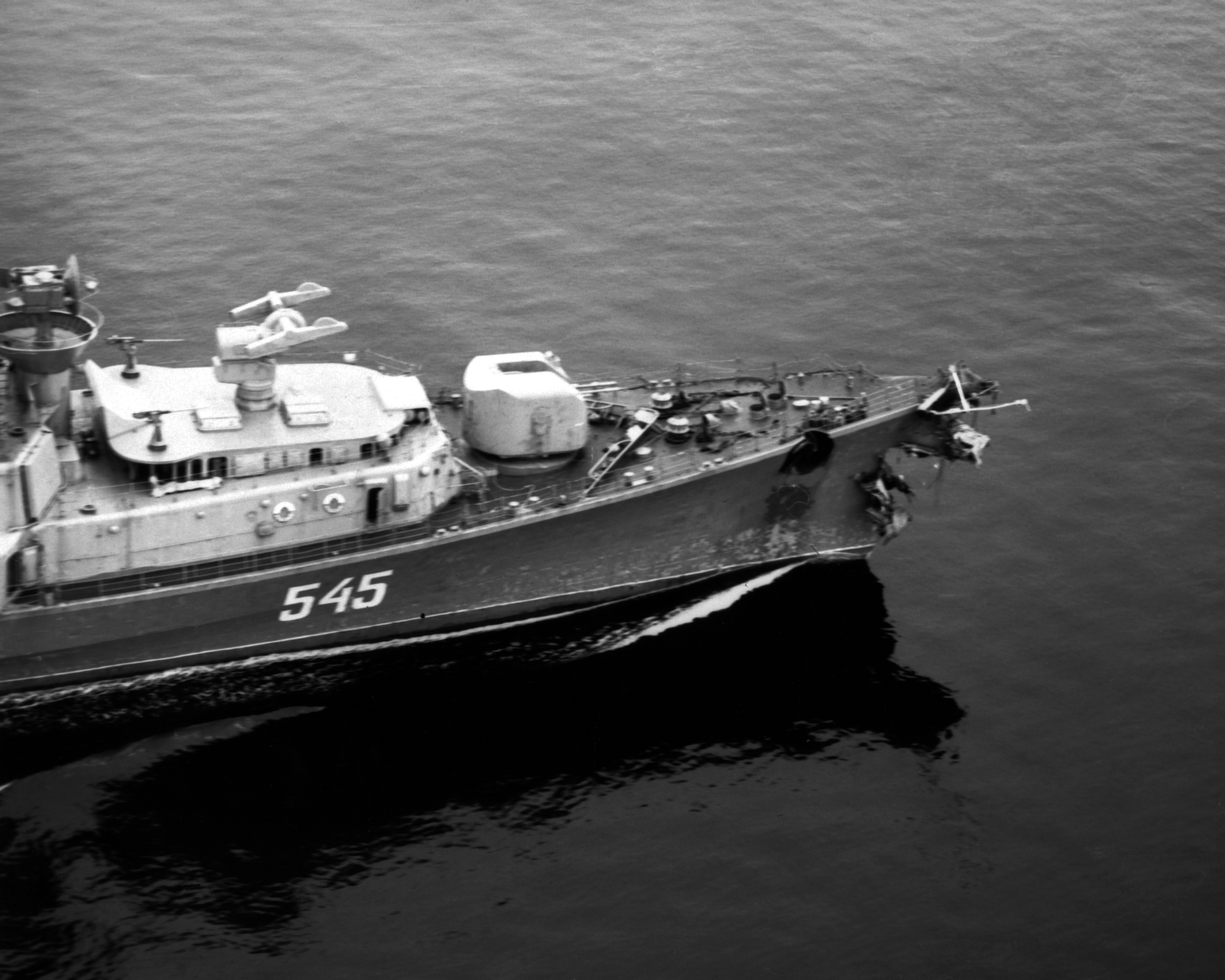
Der M-1-Starter auf dem Deck eines Zerstörers der Kaschin-Klasse

Parallel zur landgestützten Version wurde auch eine Marineversion entwickelt. Diese wird als M-1 Wolna (NATO-Codename: SA-N-1A) bezeichnet. Der erste Test fand an Bord des Zerstörers Brawyi (Kotlin-Klasse) im Jahre 1962 statt. Noch im selben Jahr wurde das System eingeführt. Die eingesetzte Rakete 4K90 (auch W-600) besitzt eine Reichweite von 4 bis 15 km und einen Höhenbereich von 0,1 bis 10 km. Es kann nur ein Ziel auf einmal bekämpft werden, des Weiteren verfügt das System über einen Boden-Boden-Betriebsmodus, der es ermöglicht, die Raketen auch gegen Überwasserziele einzusetzen. Das Magazin eines ZIF-101-Raketenstarters umfasst 16 Raketen. Später wurde auf neueren Schiffen der ZIF-102-Starter eingeführt, der 32 Raketen fassen kann. Das System wurde auch nach Polen und Indien geliefert. Folgende Radargeräte werden eingesetzt:
| Radargerät      | MR-500 Big Net              | MR-310 Head Net | 4R90 Peel Group               |
| --------------- | --------------------------- | --------------- | ----------------------------- |
| Zweck           | Überwachung / Zielerfassung | Zielerfassung   | Zielverfolgung / Feuerleitung |
| Frequenzbereich | 1–2 GHz                     | 2–4 GHz         | 2–4 GHz                       |
| Max. Reichweite | 300 km                      | 130 km          | 42 km                         |

## Modernisierungen

### Marineversion
Die modernisierte Variante Wolna-M (SA-N-1B), inkl. der neuen Lenkwaffe 4K91 (W-601), umfasst folgende Verbesserungen:
- Halbaktiver Radarsuchkopf
- Neuer Gefechtskopf
- Verbesserter Booster
- Erhöhte Reichweite (6–25 km)
- Erweiterter Höhenbereich (0,1–25 km)

Die Modernisierung Wolna-P umfasst folgende Verbesserungen:
- Zusätzlicher Zielkanal für das Videosystem
- Höhere Störfestigkeit

Mit der Variante Wolna-N wurde die verbesserte Lenkwaffe W-601M eingeführt, die besonders tieffliegende Ziele besser bekämpfen kann.

### Landversion

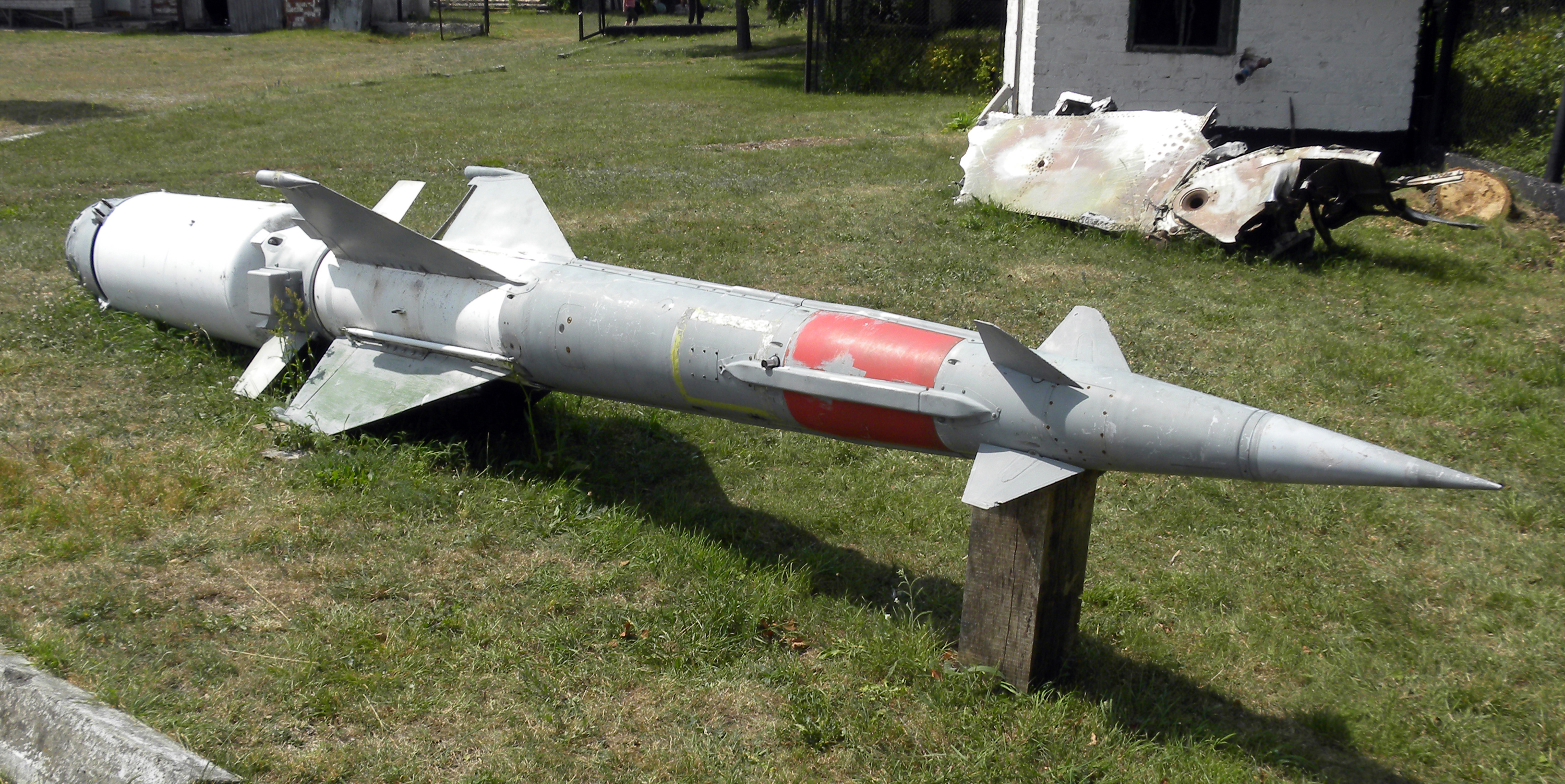

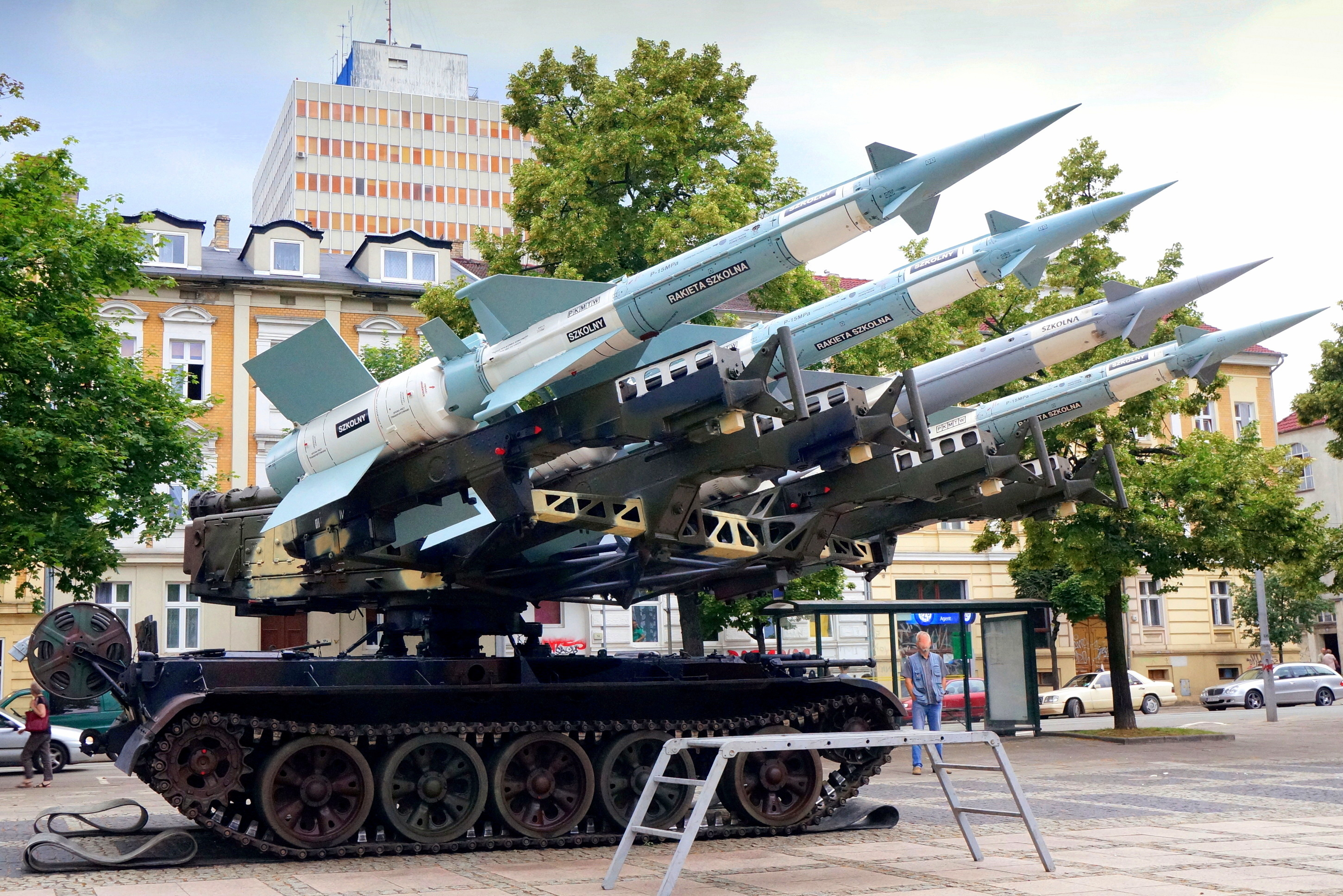
S-125 Newa SC

Bei der ersten Modernisierung S-125M wurde die 4K91-(W-601)-Lenkwaffe eingeführt. Die Rakete basiert auf der Marineversion und besitzt einen neuen Booster und Gefechtskopf. Die nachfolgende Modernisierung S-125M1 (SA-3B) umfasst diverse Verbesserungen. Es wurden Lenkwaffen vom Typ W-601PD, W-601G, W-601GP und W-601GPU eingesetzt.
Das umfangreichste Upgrade wurde im Rahmen des Petschora-2A-Systems vorgenommen. Es wird von der belarussischen Firma Tetraedr produziert und basiert auf dem S-125M1. Laut Herstellerangaben umfasst diese Modernisierung folgende Verbesserungen:
- Verbesserte ECCM-Kapazitäten
- Verringerter Wartungsaufwand und höhere Lebensdauer
- Automatischer Verfolgungsmodus für das Videosystem
- 50 % aller analogen Baugruppen wurde durch digitale ersetzt.

Darüber hinaus wird die neue 5W27D-Lenkwaffe eingesetzt.
| Kenngröße                    | Daten                |
| ---------------------------- | -------------------- |
| Reichweite                   | 28 km                |
| Minimale Reichweite          | 3,5 km               |
| Einsatzhöhe                  | 20.000 m             |
| Minimale Einsatzhöhe         | 20 m                 |
| Maximale Zielgeschwindigkeit | 700 m/s (2.520 km/h) |
| Zielerfassung                | 2,5–3 s              |
| Minimaler RCS                | 0,5 m²               |
| ECCM Störfestigkeit          | 2000 W/MHz           |

Das Unternehmen arbeitet aktuell an der Nachfolgeversion, dem Petschora-2TM. Es soll die Störfestigkeit nochmals erhöhen (auf 2700 W/MHz).
Polen bietet seit 2001 ein Modernisierungsprogramm für alte S-125-Systeme an. Die Bezeichnung lautet Newa SC. Es wurden viele analoge Teile durch digitale ersetzt und ein IFF-Modul sowie ein Datenlink hinzugefügt. Die Startgeräte sind auf einem T-55-Fahrgestell montiert, das Radar auf einem MAZ-543 (früher für mobile Scud-Starter verwendet).
Im selben Jahr wurden auch die russischen Systeme auf den Petschora-M-Standard modernisiert. Es handelt sich hierbei um eine umfassende Kampfwertsteigerung, die folgende Bereiche umfasst: Raketenmotor, Radar, Lenkung, Gefechtskopf, Näherungszünder und Elektronik. Zudem wurde ein Laser/Infrarot-Zielsystem integriert, um bei optischer Begleitung (Tracking) die Entfernung zu bestimmen.
| Kenngröße                    | Daten                |
| ---------------------------- | -------------------- |
| Reichweite                   | 30 km                |
| Minimale Reichweite          | 3,5 km               |
| Einsatzhöhe                  | 20.000 m             |
| Minimale Einsatzhöhe         | 20 m                 |
| Maximale Zielgeschwindigkeit | 700 m/s (2.520 km/h) |
| Zielerfassung                | max. 3 s             |
| Minimaler RCS                | 0,1–0,15 m²          |
| ECCM-Störfestigkeit          | 2.000 W/MHz          |

Ende 2008 schlossen insgesamt sieben Staaten (Venezuela, Libyen, Syrien, Ägypten, Birma, Vietnam, Turkmenistan) Verträge zur Lieferung von Petschora-2M-Komplexen im Gesamtwert von 250 Mio. US-Dollar ab. Insgesamt sollen 200 Lenkwaffen ausgeliefert werden, wobei 70 an Ägypten gehen.

## Einsatz

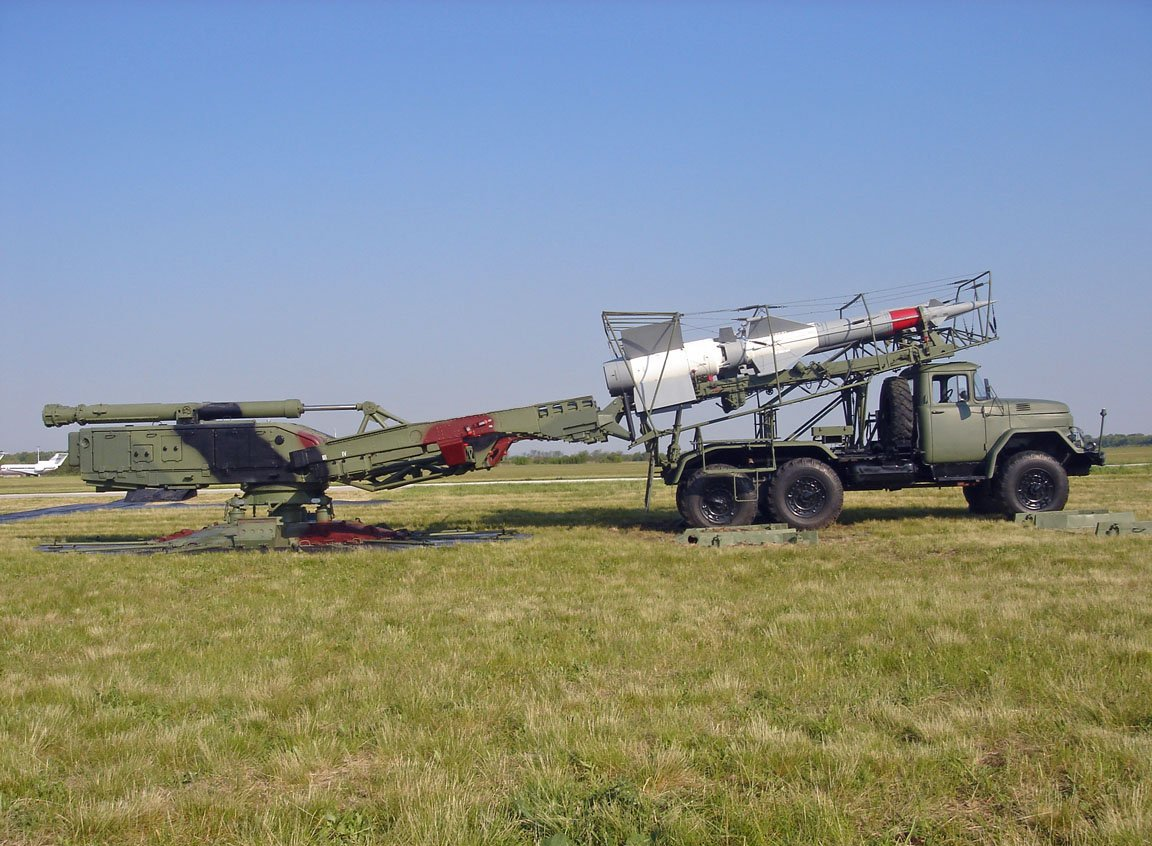
Eine 5P73-Startrampe der serbischen 250. Raketen-Flugabwehr-Brigade wird mithilfe eines PR-14AM-Transport-Lkw mit einer S-125-Rakete bestückt

Das S-125 kam in einigen Konflikten zum Einsatz (Kosovo-Krieg, Zweiter Golfkrieg usw.). Im Allgemeinen erwies sich das System als wenig wirksam, da die gegnerischen Kräfte oft über leistungsfähige EloKa-Kapazitäten verfügten und die Bedienungsmannschaften oft unzureichend ausgebildet waren. Während des Kosovo-Krieges gelang am 27. März 1999 der vielbeachtete Abschuss eines US-Tarnkappenbombers vom Typ F-117 Nighthawk durch eine serbische S-125-Einheit. Die Umstände sind bis heute nicht genau geklärt. Es wird unter anderem vermutet, dass die Serben durch ihren Geheimdienst die genaue Flugroute der F-117 ermitteln konnten. Als gesichert gilt die Tatsache, dass ein Verbund von drei Radargeräten hergestellt wurde, um die Entdeckungswahrscheinlichkeit zu erhöhen. Auch ist der Einsatz des Videosystems mit Nachtsichtfähigkeiten (oder eines anderen nachgerüsteten EO-Systems) als realistisches Szenario anzusehen.

## Nutzerstaaten
- Afghanistan
- Algerien
- Angola
- Armenien
- Ägypten
- Äthiopien
- Belarus
- Bulgarien
- Deutsche Demokratische Republik
- Finnland
- Georgien
- Indien
- Irak
- Jemen
- Kambodscha
- Kasachstan
- Kirgisistan
- Kuba
- Laos
- Libyen
- Mali
- Moldau
- Mongolei
- Mosambik
- Myanmar
- Nordkorea
- Peru
- Polen
- Rumänien
- Sambia
- Serbien
- Somalia
- Sowjetunion
- Sudan
- Syrien
- Tadschikistan
- Tansania
- Tschechien
- Turkmenistan
- Uganda
- Ukraine
- Ungarn
- Usbekistan
- Venezuela
- Vietnam

Quellen:

## Vergleichbare Systeme
- 2K12 Kub (NATO-Codename: SA-6 Gainful)
- 9K37 Buk (SA-11 Gadfly)
- MIM-23 HAWK
- Sea Dart